# Ducado de Francavilla
El ducado de Francavilla es un título nobiliario español, creado en Sicilia por el rey Carlos I el 1 de marzo de 1555, a favor de Diego Hurtado de Mendoza y de la Cerda, hijo de Diego Hurtado de Mendoza (hijo del Gran Cardenal Mendoza), i conde di Melito y i conde di Aliano y de su esposa Ana de la Cerda, señora de Miedes y de Pastrana, hija de Íñigo López de la Cerda y Mendoza, señor de Mandayona.
Su denominación hace referencia a la localidad de Francavilla, en Nápoles.
El título de duque de Francavilla fue rehabilitado en 1921 por Íñigo de Arteaga y Falguera.

## Duques de Francavilla
|                                 | Titular                                            | Periodo               |
| Creación por Carlos I           | Creación por Carlos I                              | Creación por Carlos I |
| ------------------------------- | -------------------------------------------------- | --------------------- |
| i                               | Diego Hurtado de Mendoza                           | 1555-1578             |
| ii                              | Ana de Mendoza de la Cerda                         | 1578-1592             |
| iii                             | Diego de Silva y Mendoza                           | 1592-1596             |
| iv                              | Rui Gómez de Silva y Mendoza                       | 1596-1626             |
| v                               | Rodrigo Díaz de Vivar de Silva y Mendoza           | 1626-1675             |
| vi                              | Gregorio María de Silva y Mendoza                  | 1675-1693             |
| vii                             | Juan de Dios de Silva y Haro                       | 1693-1737             |
| viii                            | María Francisca de Silva y Gutiérrez de los Ríos   | 1737-1770             |
| ix                              | Pedro Alcántara Álvarez de Toledo y Silva          | 1770-1790             |
| x                               | Pedro Alcántara Álvarez de Toledo y Salm-Salm      | 1790-1841             |
| xi                              | Pedro de Alcántara Téllez-Girón y Beaufort Spontin | 1841-1844             |
| xii                             | Mariano Téllez-Girón y Beaufort Spontin            | 1844-1852             |
| xiii                            | Manuel Álvarez de Toledo Salm-Salm y Lasparre      | 1852-1886             |
| Rehabilitación por Alfonso XIII |                                                    |                       |
| xiv                             | Íñigo de Arteaga y Falguera                        | 1921-1966             |
| xv                              | Jaime de Arteaga y Martín                          | 1966-actual titular   |

## Historia de los duques de Francavilla
- Diego Hurtado de Mendoza, i duque de Francavilla, marqués de Algecilla, i príncipe di Melito, ii conde di Melito, ii conde di Aliano, en Nápoles.

1. Casó con Catalina de Silva y Andrade, hija de Fernando de Silva, iv conde de Cifuentes y de Catalina de Andrade, hija de Fernando de Andrade ii conde de Villalva y de Francisca de Zúñiga, ii condesa de Monterrey.
2. Casó con Magdalena de Aragón, hija de Alfonso de Aragón, ii duque de Segorbe y de Juana Folch de Cardona, ii duquesa de Cardona. Le sucedió su hija:

- Ana de Mendoza de la Cerda (m. 1592), ii duquesa de Francavilla, marquesa de Algecilla, ii principessa di Melito, iii contessa di Melito, iii contessa di Aliano.

1. Casó con Ruy Gómez de Silva, i príncipe di Eboli, iv señor de Chamusca i duque de Estremera, cambiado por i duque de Pastrana. Le sucedió su segundo hijo varón:

- Diego de Silva y Mendoza (1564-1630), iii duque de Francavilla, i marqués de Alenquer. Este Diego de Silva y Mendoza, sostuvo pleitos con su hermano mayor, Rui Gómez de Silva y Mendoza, ii duque de Pastrana y el hijo de este, pues estos no le reconocían como duque de Francavilla, por pensar que el ducado de Francavilla estaba asociado a la primogenitura. Rui Gómez de Silva y Mendoza, se intituló iii duque de Francavilla.

1. Casó con Luisa de Cárdenas Carrillo de Albornoz. Sin descendencia.
2. Casó con Ana Sarmiento de Villandrado, v condesa de Salinas, v condesa de Ribadeo, hija de Rodrigo Sarmiento de Villandrado y Pimentel, iv conde de Salinas y iv de Ribadeo. De este matrimonio solo hubo un hijo, Pedro Sarmiento de Silva, vi conde de Salinas y vi de Ribadeo. Murió niño,por lo que tampoco hubo sucesores de este matrimonio.
3. Casó con Marina Sarmiento de Villandrado, hermana de su segunda esposa, vii condesa de Salinas y vii de Ribadeo. De este matrimonio tuvieron a Rodrigo Sarmiento de Silva y Villandrado, viii conde de Salinas y viii de Ribadeo, que casó con Isabel Margarita Fernández de Hijar y Castro-Pinós, v duquesa de Aliaga, iv duquesa de Híjar, iv duquesa de Lécera, vii condesa de Belchite y condesa de Vallfogona. En el ducado de Francavilla, le sucedió el hijo de su hermano mayor Rui Gómez de Silva y Mendoza, ii duque de Pastrana, su sobrino:

- Rui Gómez de Silva y Mendoza de la Cerda (1583-1626), iv duque de Francavilla, iii duque de Pastrana, iii duque de Estremera, iv príncipe di Melito.

1. Casó con su prima hermana Leonor de Guzmán, hija del vii duque de Medina Sidonia y de su esposa Ana de Mendoza y de la Cerda.

A partir del iv duque de Francavilla, este título va unido a los titulares del ducado de Pastrana, hasta el xi duque de Pastrana, xii duque de Francavilla, Mariano Téllez-Girón y Beaufort Spontin, quién también era duque de Osuna, duque del Infantado, duque de Béjar, duque de Benavente, duque de Arcos, duque de Medina de Rioseco etc. que murió sin descendientes.
Sus numerosos títulos fueron repartidos, por la Corona, entre sus familiares, ya que no se veía con buenos ojos que una sola persona acumulase tantos títulos, concretamente treinta y nueve (trece ducados, doce marquesados, trece condados y un vizcondado).
El título de duque de Francavilla, junto con el de duque de Pastrana, y el de marqués del Cenete, ya habían sido cedidos en 1852, por el xi duque de Pastrana, a favor de Manuel Álvarez de Toledo Salm-Salm y Lasparre, hijo natural de Pedro de Alcántara Álvarez de Toledo y Salm-Salm, ix duque de Pastrana, quién lo había tenido de soltero con Manuela Lasparre Valledor.
- Manuel Álvarez de Toledo Salm-Salm y Lasparre (1805-1886), fue legitimado en 1825. Fue xii duque de Pastrana, xii duque de Estremera, xiii duque de Francavilla, xiii marqués del Cenete, y conde de Villada. Casó con Dionisia Vives y Zirés, ii condesa de Cuba. Murió sin descendientes. Al no tener descendencia, la presunta heredera era su hermana Sofía Álvarez de Toledo Salm-Salm y Lasparre, a quien algunos consideran la xiii duquesa de Pastrana, xiii duquesa de Estremera, xiv duquesa de Francavilla, etc. pero, tras un largo proceso un juzgado dictaminó mediante sentencia firme, que el heredero legal era, Alfonso de Bustos y Bustos (n. en 1861), quién pasó a ser el xiii duque de Pastrana, ostentando también los títulos de ix marqués de Corverá, iv marqués de las Almenas y xi vizconde de Rías.

A partir de ese momento, el título de duque de Francavilla se separa del ducado de Pastrana, pues este es heredado por el hijo de Alfonso de Bustos y Bustos, por cesión, Rafael de Bustos y Ruiz de Arana, quien fue xv duque de Pastrana, quedando el título de duque de Francavilla vacante hasta 1921, en que fue rehabilitado.
El título de duque de Francavilla fue rehabilitado en 1921 por el rey Alfonso XIII a favor de: 
- Íñigo de Arteaga y Falguera (1905-1997), xiv duque de Francavilla, xviii duque del Infantado, xiii marqués de Ariza, xv marqués de Estepa, xix marqués de Santillana, xiii marqués de Armunia, xvi marqués de Cea, xi marqués de Monte de Vay, viii marqués de Valmediano, xi marqués de Vivola, xix conde del Real de Manzanares, xi conde de Santa Eufemia, xvii conde del Cid, xii conde de la Monclova, v conde del Serrallo, vi conde de Corres, xxi conde de Saldaña.

1. Casó con Ana Rosa Martín y Santiago-Concha.
2. Casó con María Cristina de Salamanca y Caro, vi condesa de Zalzívar. Le sucedió su hijo:

- Jaime de Arteaga y Martín, xv y actual duque de Francavilla, xii conde de Santa Eufemia.